# Litouwen op de Olympische Zomerspelen 2000
Litouwen nam deel aan de Olympische Zomerspelen 2000 in Sydney, Australië. Het was de vijfde deelname van de Baltische republiek aan de Olympische Zomerspelen en de derde sinds de ontmanteling van de Sovjet-Unie.

## Medailleoverzicht
| Sport       | Olympiër | Onderdeel        | Medaille |
| ----------- | --- | ---------------- | -------- |
| Atletiek    | Virgilijus Alekna | discuswerpen (m) | Goud     |
| Schietsport | Daina Gudzinevičiūtė | trap (v)         | Goud     |
| Basketbal   | Saulius Štombergas Mindaugas Timinskas Eurelijus Žukauskas Darius Maskoliūnas Ramūnas Šiškauskas Darius Songaila Šarūnas Jasikevičius Kęstutis Marčiulionis Tomas Masiulis Dainius Adomaitis Gintaras Einikis Andrius Giedraitis | mannen           | Brons    |
| Roeien      | Kristina Poplavskaja Birutė Šakickienė | dubbel-twee (v)  | Brons    |
| Wielersport | Diana Žiliūtė | wegwedstrijd (v) | Brons    |

## Deelnemers en resultaten

### Atletiek
| Olympiër                   | Discipline            | Resultaat | Prestatie                                               |
| -------------------------- | --------------------- | --------- | ------------------------------------------------------- |
| Jonas Motiejūnas           | 400m (m)              | DNF       | serie 2: niet gefinisht                                 |
| Daugvinas Zujus            | 50km snelwandelen (m) | 30e       | 4:06.34                                                 |
| Tomas Bardauskas           | verspringen (m)       | 27e       | kwalificatie groep A: 13de met 7,70m                    |
| Saulius Kleiza             | kogelstoten (m)       | 28e       | kwalificatie groep A: 15de met 18,59m                   |
| Virgilijus Alekna          | discuswerpen (m)      | Goud      | kwalificatie: 3de met 67,10m finale: 1ste met 69,30m    |
| Vaclavas Kidykas           | discuswerpen (m)      | 30e       | kwalificatie: 30ste met 58,96m                          |
| Romas Ubartas              | discuswerpen (m)      | 27e       | kwalificatie: 27ste met 60,50m                          |
| Arūnas Jurkšas             | speerwerpen (m)       | 29e       | kwalificatie groep B: 15de met 73,09m                   |
|                            |                       |           |                                                         |
| Agnė Visockaitė-Eggerth    | 100m (v)              | 56e       | serie 5: 6de in 11,87                                   |
| Žana Minina                | 400m (v)              | 25e       | serie 7: 3de in 52,38 kwartfinale 2: 6de in 52,53       |
| Irina Krakoviak            | 1500m (v)             | 22e       | serie 3: 6de in 4.11,57 halve finale 1: 11de in 4.14,57 |
| Inga Juodeškienė           | 5000m (v)             | 29e       | serie 3: 10de in 15.46,37                               |
| Sonata Milušauskaitė       | 20km snelwandelen (v) | 31e       | 1:37.14                                                 |
| Kristina Saltanovič        | 20km snelwandelen (v) | 16e       | 1:34.24                                                 |
| Nelė Savickytė-Žilinskienė | hoogspringen (v)      | 21e       | kwalificatie groep A: 11de met 1,89m                    |
| Renata Gustaitytė          | discuswerpen (v)      | 30e       | kwalificatie groep A: 14de met 53,64m                   |
| Rita Ramanauskaitė         | speerwerpen (v)       | 13e       | kwalificatie groep A: 7de met 59,21m                    |
| Austra Skujytė             | zevenkamp (v)         | 12e       | 6034 punten                                             |

### Basketbal
| Olympiër | Discipline | Resultaat | Prestatie |
| --- | ---------- | --------- | --- |
| Saulius Štombergas Mindaugas Timinskas Eurelijus Žukauskas Darius Maskoliūnas Ramūnas Šiškauskas Darius Songaila Šarūnas Jasikevičius Kęstutis Marčiulionis Tomas Masiulis Dainius Adomaitis Gintaras Einikis Andrius Giedraitis | mannen     | Brons     | groep A: 3de V van Italië: 48-50 W van Frankrijk: 81-63 V van Verenigde Staten: 76-85 W van China: 82-66 W van Nieuw-Zeeland: 85-75 kwartfinale: W van Joegoslavië: 76-63 halve finale: V van Verenigde Staten: 83-85 bronzen finale: W van Australië: 89-71 |

| Groep A |                  |             |             |             |        |        |        |        |
| #       | Land             | Wedstrijden | Wedstrijden | Wedstrijden | Punten | Punten | Punten | Punten |
| #       | Land             | G           | W           | V           | V      | T      | Saldo  | Punten |
| 1       | Verenigde Staten | 5           | 5           | 0           | 505    | 359    | +146   | 10     |
| 2       | Italië           | 5           | 3           | 2           | 332    | 349    | -17    | 8      |
| 3       | Litouwen         | 5           | 3           | 2           | 372    | 339    | +33    | 8      |
| 4       | Frankrijk        | 5           | 2           | 3           | 372    | 374    | -2     | 7      |
| 5       | China            | 5           | 2           | 3           | 368    | 419    | -51    | 7      |
| 6       | Nieuw-Zeeland    | 5           | 0           | 5           | 307    | 416    | -109   | 5      |

| Ronde          | Datum  | Plaats           | Land  | Score            | Land |
| -------------- | ------ | ---------------- | ----- | ---------------- | ---- |
| Groepsfase     |        |                  |       |                  |      |
| 17 september   | Sydney | Italië           | 50-48 | Litouwen         |      |
| 19 september   | Sydney | Litouwen         | 81-63 | Frankrijk        |      |
| 21 september   | Sydney | Verenigde Staten | 85-67 | Litouwen         |      |
| 23 september   | Sydney | Litouwen         | 82-66 | China            |      |
| 25 september   | Sydney | Litouwen         | 85-75 | Nieuw-Zeeland    |      |
| Kwartfinale    |        |                  |       |                  |      |
| 28 september   | Sydney | Litouwen         | 76-63 | Joegoslavië      |      |
| Halve finale   |        |                  |       |                  |      |
| 28 september   | Sydney | Litouwen         | 83-85 | Verenigde Staten |      |
| Bronzen finale |        |                  |       |                  |      |
| 1 oktober      | Sydney | Litouwen         | 89-71 | Australië        |      |

### Boksen
| Olympiër           | Discipline | Resultaat | Prestatie                                                                                              |
| ------------------ | ---------- | --------- | --- |
| Ivanas Stapovičius | -48kg (m)  | 5e        | 1ste ronde: W van UGA Kizito: 9-3 2de ronde: W van MEX Romero: 24-11 kwartfinale: V van PRK Kim: 10-22 |
| Vidas Bičiulaitis  | -57kg (m)  | 17e       | 1ste ronde: V van RUS Djamaloudinov: 5-9                                                               |

### Gewichtheffen
| Olympiër            | Discipline | Resultaat | Prestatie                                                    |
| ------------------- | ---------- | --------- | ------------------------------------------------------------ |
| Ramūnas Vyšniauskas | -105kg (m) | 11e       | trekken: 14de met 175kg stoten: 10de met 210kg totaal: 385kg |

### Gymnastiek
| Olympiër         | Discipline               | Resultaat | Prestatie                             |
| ---------------- | ------------------------ | --------- | ------------------------------------- |
| Julija Kovaliova | individuele meerkamp (v) | 53e       | kwalificatie: 53ste met 35,999 punten |

### Judo
| Olympiër           | Discipline | Resultaat | Prestatie                                                                              |
| ------------------ | ---------- | --------- | -------------------------------------------------------------------------------------- |
| Marius Paškevičius | -100kg (m) | 17e       | 1ste ronde: vrij 2de ronde: W van ARG Bender: ippon 3de ronde: V van BRA Sabino: ippon |

### Kanovaren
| Olympiër                           | Discipline    | Resultaat | Prestatie                                                                        |
| ---------------------------------- | ------------- | --------- | -------------------------------------------------------------------------------- |
| Alvydas Duonėla                    | K-1 500m (m)  | 7e        | serie 1: 7de in 1.43,877 halve finale 2: 2de in 1.40,638 finale: 7de in 2.04,591 |
| Vaidas Mizeras                     | K-1 1000m (m) | 14e       | serie 1: 6de in 3.40,202 halve finale 1: 6de in 3.41,969                         |
| Egidijus Balčiūnas Alvydas Duonėla | K-2 500m (m)  | 11e       | serie 3: 5de in 1.32,931 halve finale 2: 5de in 1.32,084                         |

### Moderne vijfkamp
| Olympiër               | Discipline | Resultaat | Prestatie   |
| ---------------------- | ---------- | --------- | ----------- |
| Andrejus Zadneprovskis | mannen     | 7e        | 5236 punten |

### Roeien
| Olympiër                               | Discipline      | Resultaat | Prestatie                                                                    |
| -------------------------------------- | --------------- | --------- | ---------------------------------------------------------------------------- |
| Kristina Poplavskaja Birutė Šakickienė | dubbel-twee (v) | Brons     | serie 2: 2de in 7.13,04 herkansingen: 1ste in 7.08,18 finale: 3de in 7.01,71 |

### Schietsport
| Olympiër             | Discipline | Resultaat | Prestatie                                                        |
| -------------------- | ---------- | --------- | ---------------------------------------------------------------- |
| Daina Gudzinevičiūtė | trap (v)   | Goud      | kwalificatie: 1ste met 71 punten finale: 1ste met 93 punten (OR) |

### Tafeltennis
| Olympiër                           | Discipline     | Resultaat | Prestatie |
| ---------------------------------- | -------------- | --------- | --- |
| Rūta Garkauskaitė                  | enkelspel (v)  | 33e       | groep I: 2de V van NZL Li: 1-3 W van CHI Rodríguez: 3-1                                                                    |
| Rūta Garkauskaitė Jolanta Prūsienė | dubbelspel (v) | 9e        | groep B: 1ste W van JPN Naito/Sakata: 2-0 W van AUS Fang/Zhou: 2-0 2de ronde: V van CHN Sun/Yang: 0-3 (5-21, 17-21, 10-21) |

### Wielersport
| Olympiër           | Discipline                    | Resultaat | Prestatie                      |
| Baan               | Baan                          | Baan      | Baan                           |
| ------------------ | ----------------------------- | --------- | ------------------------------ |
| Rasa Mažeikytė     | individuele achtervolging (v) | 11e       | kwalificatie: 11de in 3.43,980 |
| Rasa Mažeikytė     | puntenkoers (v)               | 12e       | 2 punten                       |
| Weg                |                               |           |                                |
| Artūras Kasputis   | tijdrit (m)                   | 25e       | 1:01.22                        |
| Raimondas Rumšas   | tijdrit (m)                   | 23e       | 1:01.08,95                     |
| Artūras Kasputis   | wegwedstrijd (m)              | DNF       | niet gefinisht                 |
| Remigijus Lupeikis | wegwedstrijd (m)              | DNF       | niet gefinisht                 |
| Raimondas Rumšas   | wegwedstrijd (m)              | 44e       | 5:30.46                        |
| Saulius Šarkauskas | wegwedstrijd (m)              | DNF       | niet gefinisht                 |
|                    |                               |           |                                |
| Edita Pučinskaitė  | tijdrit (v)                   | 10e       | 43.48                          |
| Diana Žiliūtė      | tijdrit (v)                   | 9e        | 43.39                          |
| Rasa Polikevičiūtė | wegwedstrijd (v)              | 13e       | 3:06.31                        |
| Edita Pučinskaitė  | wegwedstrijd (v)              | 25e       | 3:06.37                        |
| Diana Žiliūtė      | wegwedstrijd (v)              | Brons     | 3:06.31                        |

### Worstelen
| Olympiër             | Discipline  | Resultaat   | Prestatie                                                                         |
| Vrije stijl          | Vrije stijl | Vrije stijl | Vrije stijl                                                                       |
| -------------------- | ----------- | ----------- | --------------------------------------------------------------------------------- |
| Ričardas Pauliukonis | -97kg (m)   | 17e         | groep 1: 3de V van GER Sabejew: 1-5 V van GEO Kurtanidze: 1-11                    |
| Grieks-Romeins       |             |             |                                                                                   |
| Mindaugas Ežerskis   | -97kg (m)   | 8e          | groep 6: 2de W van BLR Lishtvan: 3-1 V van UKR Saldadze: 0-2 W van TUN Fkiri: 6-3 |

### Zeilen
| Olympiër       | Discipline | Resultaat | Prestatie                                     |
| -------------- | ---------- | --------- | --------------------------------------------- |
| Giedrius Gužys | laser      | 25e       | 177 punten: (18-30-35-22-17-22-26-12-6-25-29) |

### Zwemmen
| Olympiër                                                                  | Discipline            | Resultaat | Prestatie                |
| ------------------------------------------------------------------------- | --------------------- | --------- | ------------------------ |
| Rolandas Gimbutis                                                         | 50m vrije slag (m)    | 38e       | serie 6: 6de in 23,36    |
| Rolandas Gimbutis                                                         | 100m vrije slag (m)   | 23e       | serie 7: 2de in 50,46    |
| Arūnas Savickas                                                           | 200m vrije slag (m)   | 23e       | serie 4: 1ste in 1.52,02 |
| Darius Grigalionis                                                        | 100m rugslag (m)      | 24e       | serie 6: 7de in 56,47    |
| Arūnas Savickas                                                           | 200m rugslag (m)      | 32e       | serie 3: 7de in 2.05,06  |
| Arūnas Savickas Minvydas Packevičius Saulius Binevičius Rolandas Gimbutis | 4x100m vrije slag (m) | 16e       | serie 2: 6de in 3.23,68  |
|                                                                           |                       |           |                          |
| Jūratė Ladavičiūtė                                                        | 50m vrije slag (v)    | 50e       | serie 5: 7de in 27,54    |
| Jūratė Ladavičiūtė                                                        | 100m vrije slag (v)   | 71e       | serie 3: 6de in 58,78    |

Albanië · Algerije · Amerikaanse Maagdeneilanden · Amerikaans-Samoa · Andorra · Angola · Antigua en Barbuda · Argentinië · Armenië · Aruba · Australië · Azerbeidzjan · Bahama's · Bahrein · Bangladesh · Barbados · België · Belize · Benin · Bermuda · Bhutan · Bolivia · Bosnië en Herzegovina · Botswana · Brazilië · Britse Maagdeneilanden · Brunei · Bulgarije · Burkina Faso · Burundi · Cambodja · Canada · Centraal-Afrikaanse Republiek · Chili · China · Chinees Taipei · Colombia · Comoren · Congo-Brazzaville · Congo-Kinshasa · Cookeilanden · Costa Rica · Cuba · Cyprus · Denemarken · Djibouti · Dominica · Dominicaanse Republiek · Duitsland · Ecuador · Egypte · El Salvador · Equatoriaal-Guinea · Eritrea · Estland · Ethiopië · Fiji · Filipijnen · Finland · Frankrijk · Gabon · Gambia · Georgië · Ghana · Grenada · Griekenland · Groot-Brittannië · Guam · Guatemala · Guinee · Guinee‑Bissau · Guyana · Haïti · Honduras · Hongarije · Hongkong · Ierland · IJsland · India · Indonesië · Irak · Iran · Israël · Italië · Ivoorkust · Jamaica · Japan · Jemen · Joegoslavië · Jordanië · Kaaimaneilanden · Kaapverdië · Kameroen · Kazachstan · Kenia · Kirgizië · Koeweit · Kroatië · Laos · Lesotho · Letland · Libanon · Liberia · Libië · Liechtenstein · Litouwen · Luxemburg · Macedonië · Madagaskar · Malawi · Malediven · Maleisië · Mali · Malta · Marokko · Mauritanië · Mauritius · Mexico · Micronesië · Moldavië · Monaco · Mongolië · Mozambique · Myanmar · Namibië · Nauru · Nederland · Nederlandse Antillen · Nepal · Nicaragua · Nieuw-Zeeland · Niger · Nigeria · Noord-Korea · Noorwegen · Oeganda · Oekraïne · Oezbekistan · Oman · Oostenrijk · Pakistan · Palau · Palestina · Panama · Papoea-Nieuw-Guinea · Paraguay · Peru · Polen · Portugal · Puerto Rico · Qatar · Roemenië · Rusland · Rwanda · Saint Kitts en Nevis · Saint Lucia · Saint Vincent en Grenadines · Salomonseilanden · Samoa · San Marino ·  Sao Tomé en Principe · Saoedi-Arabië · Senegal · Seychellen · Sierra Leone · Singapore · Slovenië · Slowakije · Soedan · Somalië · Spanje · Sri Lanka · Suriname · Swaziland · Syrië · Tadzjikistan · Tanzania · Thailand · Togo · Tonga · Trinidad en Tobago · Tsjaad · Tsjechië · Tunesië · Turkije · Turkmenistan · Uruguay · Vanuatu · Venezuela · Verenigde Arabische Emiraten · Verenigde Staten · Vietnam · Wit-Rusland · Zambia · Zimbabwe · Zuid-Afrika · Zuid-Korea · Zweden · Zwitserland · Individuele olympische atleten